# چاه والفجر ۳ بنیاد
چاه والفجر ۳ بنیاد یک منطقهٔ مسکونی در ایران است که در دهستان دشت جام واقع شده‌است.